# Квенемо (Канзас)
Квенемо (англ. Quenemo) — місто (англ. city) в США, в окрузі Осейдж штату Канзас. Населення — 288 осіб (2020).

## Географія
Квенемо розташоване за координатами 38°34′50″ пн. ш. 95°31′36″ зх. д. / 38.58056° пн. ш. 95.52667° зх. д. (38.580422, -95.526805).  За даними Бюро перепису населення США в 2010 році місто мало площу 1,13 км², уся площа — суходіл.

## Демографія
Згідно з переписом 2010 року, у місті мешкало 388 осіб у 139 домогосподарствах у складі 90 родин. Густота населення становила 343 особи/км².  Було 178 помешкань (157/км²).
Расовий склад населення:
| - 93,3 % — білих - 2,6 % — корінних американців - 1,3 % — чорних або афроамериканців |

До двох чи більше рас належало 2,6 %. Частка іспаномовних становила 1,8 % від усіх жителів.
За віковим діапазоном населення розподілялося таким чином: 31,7 % — особи молодші 18 років, 60,8 % — особи у віці 18—64 років, 7,5 % — особи у віці 65 років та старші. Медіана віку мешканця становила 32,3 року. На 100 осіб жіночої статі у місті припадало 118,0 чоловіків;  на 100 жінок у віці від 18 років та старших — 117,2 чоловіків також старших 18 років.
Середній дохід на одне домашнє господарство  становив 30 663 долари США (медіана — 23 958), а середній дохід на одну сім'ю — 38 945 доларів (медіана — 35 469). Медіана доходів становила 36 667 доларів для чоловіків та 22 500 доларів для жінок. За межею бідності перебувало 34,0 % осіб, у тому числі 42,9 % дітей у віці до 18 років та 26,1 % осіб у віці 65 років та старших.
Цивільне працевлаштоване населення становило 143 особи. Основні галузі зайнятості: роздрібна торгівля — 24,5 %, освіта, охорона здоров'я та соціальна допомога — 23,8 %, виробництво — 14,7 %, будівництво — 7,7 %.